# Fútbol en Italia

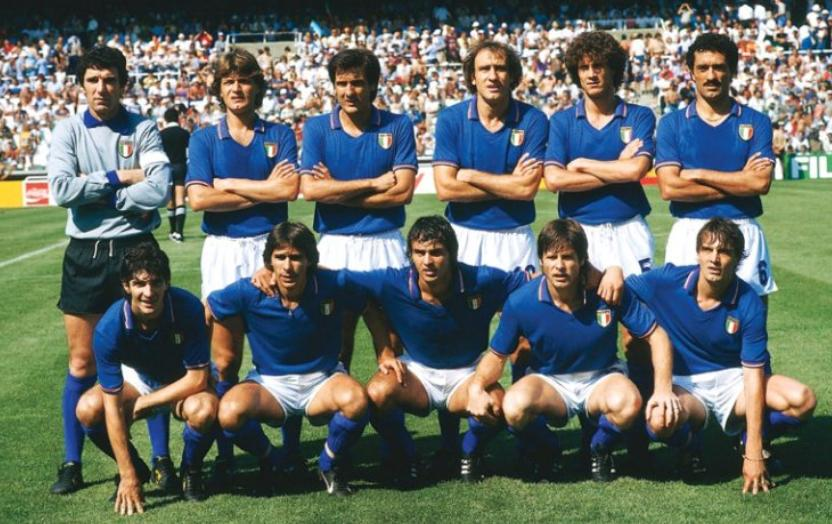
La selección italiana ganadora del Mundial de 1982.

El fútbol es el deporte más popular en Italia, donde se denomina calcio (literalmente, "patada" en italiano). Es regulado por la Federación Italiana de Fútbol. Actualmente, según la Federación Internacional de Historia y Estadística de Fútbol, la liga italiana de fútbol es la mejor de la historia.

## Selección de fútbol de Italia
Italia, cuya selección se remonta a 1910, cuando debutó ante Francia, ha sido una de las selecciones más exitosas del mundo. En sus primeros años, alcanzó la medalla de bronce de Juegos Olímpicos de Ámsterdam 1928 y durante la década de los años 1930 la Squadra Azzurra (nombre que recibe el equipo debido al color de su camiseta) alcanzó uno de sus mayores momentos de gloria. La Copa Mundial de Fútbol de 1934 fue albergada en su país y tras derrotar a Checoslovaquia en la final alcanzó su primer título mundial, el cual sería revalidado cuatro años después en 1938 realizada en Francia, al derrotar a Hungría. Además, en los Juegos Olímpicos de Berlín 1936 alcanzaron la medalla de oro.
Tras la Segunda Guerra Mundial, el fútbol italiano tuvo mediocres participaciones a nivel internacional. A pesar de una discreta participación (en las que clasificó tras el lanzamiento de una moneda en semifinales y en que la final debió ser repetida tras empatar), Italia ganó la Eurocopa 1968 realizada en su país. En la Copa Mundial de Fútbol de 1970, llegó a la final del torneo tras derrotar a Alemania Federal en el llamado Partido del Siglo, pero no pudo contra Brasil, comandado por Pelé. 
Italia logró llegar a semifinales de la Copa Mundial de Fútbol de 1978, pero solo en España 1982 recuperó el sitial como uno de los mejores equipos del mundo. Con el liderazgo de Paolo Rossi, Italia se coronó por tercera vez como campeón del mundo al derrotar a Alemania Federal. En los años posteriores tuvo una participación irregular en torneos internacionales, destacando los logros de las semifinales en la Copa Mundial de Fútbol de 1990 (organizada en Italia). En 1994, los itálianos lograron llegar a la final del torneo pero perdieron tras la primera sesión de lanzamientos penales en una Copa Mundial frente a Brasil. Años después, perdería la Eurocopa 2000 ante Francia luego de un gol de oro. 
En la Copa Mundial de Fútbol de 2006, Italia alcanzó su cuarta estrella luego de derrotar en la final a los franceses por 5:3 mediante lanzamientos penales luego de empatar 1:1 en el tiempo regular.
En 2021 se realizó la Euro 2020 postergada por pandemia, la Nazionale en Londres ganó su segunda conquista europea.

## Competiciones oficiales entre clubes

### Competiciones de fútbol masculino
- Ligas: los torneos están integrados por un sistema piramidal de ligas (divisiones) interconectadas entre sí, cuya máxima categoría es la Serie A. Ésta se disputa anualmente desde 1929 y está considerada la principal competición futbolística de Italia. Por debajo están la Serie B, la Serie C, la Serie D y diversos torneos regionales.

- Coppa Italia: la Copa nacional es la segunda competición más importante entre clubes italianos. Se disputó por primera vez en 1922, pero no se volvió a disputar de forma completa hasta 1936. Toman parte los mejores clubes italianos en categoría nacional (de Primera a Tercera División) y, a diferencia de la Liga, el campeón se decide por eliminación directa tras sucesivas rondas.

- Supercoppa italiana: es el torneo que enfrenta, anualmente, al campeón de la Serie A contra el campeón de la Copa Italia. Se disputa desde 1988.

## Clubes

### Rivalidades
Cuatro ciudades tienen rivalidades históricas:
- Milán (Derby della Madonnina), entre AC Milan e Internazionale.
- Turín (Derby della Mole), entre Juventus y Torino.
- Roma (Derby della Capitale), entre AS Roma y Lazio.
- Génova (Derby della Lanterna), entre Sampdoria y Genoa.

La principal rivalidad entre ciudades es el derbi de Italia, entre Internazionale y Juventus. Otra rivalidad destacada es el derby del Sole, entre Napoli y Roma. También está la rivalidad entre Juventus y el Milan.

### Equipos italianos en competiciones internacionales
Históricamente tres equipos italianos han tenido actuaciones destacadas en los torneos internacionales. El AC Milan es uno de los tres equipos con más títulos internacionales del mundo, con 18, al igual que Boca Juniors e Independiente de Argentina; destacándose siete Copas de Europa, tres Copas Intercontinentales y una Copa Mundial de Clubes de la FIFA.
En tanto, el Inter de Milán ha ganado tres Copas de Europa, dos Copas Intercontinentales y una Copa Mundial de Clubes de la FIFA, y la Juventus ha ganado dos Copas de Europa y dos Copas Intercontinentales.
En total, los equipos italianos han ganado 51 títulos internacionales:
- 12 Copas de Europa / Ligas de Campeones (siete del Milan, tres del Inter y dos de la Juventus).
- 9 Supercopas (cinco del Milan, dos de la Juventus, una del Parma y una de la Lazio).
- 7 Recopas (dos del Milan, una de la Fiorentina, una de la Juventus, una de la Sampdoria, una del Parma y una de la Lazio).
- 9 Copas de la UEFA / Ligas Europeas de la UEFA (tres del Inter, tres de la Juventus, dos del Parma y una del Napoli).
- 4 Copas Intertoto (una de la Juventus, una del Bologna, una del Udinese y una del Perugia).
- 9 Copas Intercontinentales y Copas Mundiales de Clubes de la FIFA (cuatro del Milan, tres del Inter y dos de la Juventus).
- 1 Copas de Ferias (una de la Roma).

A continuación se muestra un resumen de la Tabla Histórica General de todos los equipos que han disputado los torneos anteriormente mencionados, a excepción de la Copa de Ferias, al no ser organizada por la UEFA ni la FIFA (actualizado al 25 de mayo de 2022).
| Pos. | Club           | EDT | Pts. | PJ  | PG  | PE | PP | Rdm.   | Tit. | Sub. |
| ---- | -------------- | --- | ---- | --- | --- | -- | -- | ------ | ---- | ---- |
| 1    | Juventus       | 53  | 731  | 396 | 214 | 89 | 93 | 61.5 % | 11   | 8    |
| 2    | Milan          | 56  | 663  | 371 | 190 | 93 | 88 | 59.5 % | 18   | 11   |
| 3    | Internazionale | 50  | 630  | 361 | 180 | 90 | 91 | 58.1 % | 9    | 5    |
| 4    | Roma           | 31  | 361  | 228 | 103 | 52 | 73 | 52.7 % | 2    | 2    |
| 5    | Lazio          | 24  | 291  | 172 | 82  | 45 | 45 | 56.3 % | 2    | 1    |
| 6    | Fiorentina     | 25  | 273  | 161 | 75  | 48 | 38 | 56.5 % | 1    | 3    |
| 7    | Napoli         | 26  | 230  | 139 | 64  | 38 | 37 | 55.1 % | 1    |      |
| 8    | Parma          | 18  | 227  | 121 | 67  | 26 | 28 | 62.5 % | 4    | 1    |
| 9    | Torino         | 18  | 157  | 97  | 44  | 25 | 28 | 53.9 % |      | 1    |
| 10   | Sampdoria      | 16  | 136  | 87  | 39  | 19 | 29 | 52.1 % | 1    | 3    |